# 妻站
妻站（日语：／ Tsuma eki */?）是位於宮崎縣西都市大字妻，日本國有鐵道（國鐵）妻線的鐵路車站（廢站）。

## 歷史
- 1914年（大正3年）4月26日：宮崎縣營鐵道（日语：宮崎県営鉄道）此站[1]。當時為一般車站[1]。
- 1917年（大正6年）9月21日：宮崎縣營鐵道被國有化，成為鐵道院妻輕便線（後來名為妻線）車站[1]。
- 1922年（大正11年）8月20日：此站至杉安站之間開業。
- 1944年（昭和19年）12月1日[1][注 1]：此站至杉安站之間因成為不要不急線而暫停營業[2]。
- 1947年（昭和22年）3月20日：此站至杉安站之間重開[3]。
- 1971年（昭和46年）10月4日：結束貨運業務[1]。
- 1984年（昭和59年）
  - 2月1日：結束行李起卸業務[1]。
  - 12月1日：隨著妻線全線廢除，此站也被廢除[1]。

## 車站構造
此站為業務委托車站，設有1面1線的島式月台（只使用單邊月台）。此站保留了列車交會設備。

## 車站周邊
車站鄰接國鐵巴士妻自動車營業所。該營業所設有一條路線（日肥線）前往湯前線湯前站。

## 其他
此站的入場票在鐵路迷中十分受歡迎，甚至有一首名為的歌曲。而歌手山口百惠更提高了該入場票的知名度。在1980年（昭和55年），一位來自宮崎縣的山口百惠歌迷向山口百惠送贈一張妻站入場票，而該票更在人氣電視節目《The Best Ten》出現，獲得了爆炸性的人氣。在當年售出了約10萬張入場票，相當於妻線在過往20年銷售額。

## 相鄰車站
日本國有鐵道（國鐵）
妻線
黑生野－妻－穗北

## 注腳

## 相關項目
- 日本鐵路車站列表 Tsu